# Pekela
Pekela é um município dos Países Baixos, situado na província de Groninga. Tem 50,20 km² de área e sua população em 2020 foi estimada em 12.172 habitantes.